# Kad bi' bio bijelo dugme
Kad bi' bio bijelo dugme (trad. Se io fossi un bottone bianco) è il primo album in studio del gruppo rock jugoslavo Bijelo Dugme, pubblicato nel 1974.

## Tracce
Tutte le tracce sono state scritte da Goran Bregović, eccetto dove indicato.
1. Kad bi' bio bijelo dugme – 10:23
2. Blues za moju bivšu dragu – 6:23
3. Ne spavaj, mala moja, muzika dok svira – 2:30
4. Sve ću da ti dam, samo da zaigram – 4:04
5. Selma – 6:10 (testo: Vlado Dijak)
6. Patim, evo, deset dana – 4:51

## Formazione
- Goran Bregović — chitarra, armonica
- Željko Bebek — voce
- Zoran Redžić — basso
- Ipe Ivandić — batteria
- Vlado Pravdić — organo, sintetizzatore, piano